# Pajac sortiranje
Pajac sortiranje je rekurzivan algoritam za sortiranje sa kompleksnošću O(nlog 3 / log 1.5 ) = O(n2.7095...). Njegova brzina je očigleno manja od nekih poznatijih algoritama kao što je sortiranje spajanjem, ali takođe je manja i od bablsorta, koji se smatra jednim od najgorih algoritama za sortiranje.
Algoritam je ovako definisan:
- Ako je vrednost na kraju manja od vrednosti na početku, zameni ih
- Ako ima 3 ili više elemanta u nizu, onda: 
  -  Sortiraj ovim algoritmom početne 2/3 niza 
  -  Sortiraj ovim algoritmom poslednje 2/3 niza 
  -  Ponovo sortiraj prve 2/3 niza
- Else: izlazi se iz procedure

Važno je da se dobije ceo broj u rekurzivnom pozivanju zaokruživanja gornje 2/3, npr. zaokruživanje 2/3 od 5 elemenata treba da bude 4, a ne 3, jer u suprotnom algoritam može da padne. Ali ako se kod napiše da se završava na baznom slučaju veličine 1, umesto da bude 1 ili 2, zaokruživanje 2/3 na gore daje beskonačan broj poziva.
Algoritam je dobio ime po emisiji u kojoj svaka luda udari drugu dvojicu.

## Implementacija
```
 
function
 
stoogesort
(
array
 
L
,
 
i
 
=
 
0
,
 
j
 
=
 
length
(
L
)
-
1
)

     
if
 
L
[
j
]
 
<
 
L
[
i
]
 
then

         
L
[
i
]
 
↔
 
L
[
j
]

     
if
 
(
j
 
-
 
i
 
+
 
1
)
 
>
 
2
 
then

         
t
 
=
 
(
j
 
-
 
i
 
+
 
1
)
 
/
 
3

         
stoogesort
(
L
,
 
i
  
,
 
j
-
t
)

         
stoogesort
(
L
,
 
i
+
t
,
 
j
  
)

         
stoogesort
(
L
,
 
i
  
,
 
j
-
t
)

     
return
 
L

```

## Literatura
- Black, Paul E. „stooge sort”. Dictionary of Algorithms and Data Structures. National Institute of Standards and Technology. Приступљено 18. 6. 2011.
- Cormen, Thomas H.; Leiserson, Charles E.; Rivest, Ronald L.; Stein, Clifford (2001) [1990]. „Problem 7-3”. Introduction to Algorithms (2nd изд.). MIT Press and McGraw-Hill. стр. 161—162. ISBN 0-262-03293-7.

## Spoljašnje veze
- Everything2.com – Stooge sort
- Sorting Algorithms (including Stooge sort)
- Stooge sort – implementation and comparison